# Савельев, Игорь Николаевич
Савельев Игорь Николаевич (род. 18 мая 1937, село Бобрик) — инженер-конструктор, лауреат Государственной премии СССР (1978).

## Биография
Игорь Николаевич родился в селе Бобрик Комарицкого района Брянской области. В 1961 году окончил Московский авиационный институт, после чего начал работать на Воткинском машиностроительном заводе: инженером-конструктором (1961—1964), начальником конструкторского бюро (1964—1969), начальником отдела ОКБ (1969—1983), заместителем главного конструктора ОКБ (1983—1989), главным конструктором ОКБ (с 1989 года).
Награжден Государственной премией СССР за создание оборонной техники, орденом Знак Почета, многочисленными медалями.